# Mỹ nhân ngư (phim truyền hình Hàn Quốc)
Mỹ nhân ngư (tiếng Hàn: 잉여공주; Romaja: Ingyeo gongju; Surplus Princess) là một bộ phim truyền hình lãng mạn hài hước Hàn Quốc với các diễn viên chính: Jo Bo-ah, On Joo-wan, Song Jae-rim, và Park Ji-soo. Một phiên bản hiện đại The Little Mermaid của Hans Christian Andersen, nó được phát sóng trên tvN từ 7 tháng 8 năm 2014 vào thứ năm lúc 23:00.

## Nội dung
Ha-ni là một nàng công chúa tiên cá của vương quốc đại dương. Để trở thành một con người thực sự, cô phải tìm thấy tình yêu đích thực trong vòng 100 ngày. Trong khi tìm kiếm người đàn ông trong mơ của mình, Ha-ni đã trải nghiệm cuộc sống ở Seoul trong lần đầu tiên và chuyển đến ngôi nhà với thanh niên trẻ đang tìm việc.

## Diễn viên

### Diễn viên chính
- Jo Bo-ah vai Kim Ha-ni/Eirin
- On Joo-wan vai Lee Hyun-myung
- Song Jae-rim vai Kwon Shi-kyung
- Park Ji-soo vai Yoon Jin-ah

### Diễn viên phụ
- Kim Seul Gi vai Ahn Hye-young
- Kim Min-kyo vai Do Ji-yong
- Nam Joo-hyuk vai Park Dae Bak (Big)
- Lee Sun-kyu vai Lee Sun-kyu
- Jin Hee-kyung vai Hong Myung-hee
- Kim Jae-hwa vai Kim Woo-sun
- Han So-young vai Deputy section chief So
- Ahn Gil-kang vai Ahn Ma-nyeo
- Kim Jin-hee vai Han Gook-ja
- Jang Ki Yong vai Kim Yoon Sung

## Liên kết
- The Idle Mermaid official tvN website (tiếng Hàn)
- The Idle Mermaid trên HanCinema